# Manětínský potok
Manětínský potok je potok v Plzeňském kraji ústící do Střely.

## Popis toku
Manětínský potok pramení jižně od Bezvěrova v nadmořské výšce 644 m, nedaleko pramení Úterský potok. Protéká Bezvěrovem, dále teče východním směrem kolem vesnic Služetín, Vlkošov a Zhořec, v údolí mezi Zbraslavským vrchem a Doubravickým vrchem se do něj před vsí Mezí vlévá Krašovský potok, za ní pak Pstruhový potok. U masivu Chlumské hory se tok stáčí jihovýchodně a podél jejího úpatí směřuje Manětínskou kotlinou k Manětínu, před kterým přijímá Starý potok. V Manětíně se před kostelem sv. Barbory vlévá Malý potok. U Voršova Mlýnu začíná přírodní park Horní Střela, který Manětínský protéká hlubokým zalesněným údolím. Jako pravostranný přítok ústí do řeky Střely u Čoubova Mlýnu nedaleko od vsi Černá Hať v nadmořské výšce 361 m.
Potok má čistou vodu a žijí v něm a jeho přítocích pstruzi, části toku jsou chráněnou rybí oblastí.

## Další údaje
- Výškový rozdíl mezi pramenem a ústím: 283 m
- Délka záplavového území: 22,7 km
- Velká povodeň 1872

## Přítoky
levý/pravý, od pramene k ústí
- Krašovský potok (P)
- Pstruhový potok (L)
- Starý potok (P)
- Malý potok (P)
- Hrádecký potok (též Luční, Brdský) (L)

## Mlýny
- Frantův mlýn – Brdo u Manětína, kulturní památka